# باترمیلک (آرکانزاس)
باترمیلک (به انگلیسی: Buttermilk) یک منطقهٔ مسکونی در ایالات متحده آمریکا است که در شهرستان پوپ، آرکانزاس واقع شده‌است. باترمیلک ۱۲۷ متر بالاتر از سطح دریا واقع شده‌است.